# Stor ståhei for ingenting
Stor ståhei for ingenting is de Noorse titel van het toneelstuk Much Ado About Nothing van William Shakespeare. Met die titel werd het onder meer uitgevoerd gedurende de maanden maart en april 1915 in het Nationaltheatret in Oslo. Die voorstellingen werden omlijst met muziek van Johan Halvorsen. Hij schreef een ouverture, muziek bij een carnavalscene, een entr'acte,  bruiloftsmuziek en een intermezzo. De regie van de opvoeringen en de rol van Beatrice waren in handen van Johanne Dybwad.